# Prudencio de Guadalfajara Aguilera
Prudencio Pedro Atilano de Guadalfajara y Aguilera (Zamora, 28 d'abril de 1761 –Madrid, 16 de juny de 1855) va ser un militar i polític espanyol, ministre durant la minoria d'edat d'Isabel II d'Espanya.

## Biografia
Fill de Melchor de Guadalfajara y Eraso, primer comte de Castro-Terreño, i Angela de Aguilera y Orense. En 1792 es va casar amb Maria Josefa de Gálvez y Valenzuela, II marquesa de la Sonora. Ingressà a l'exèrcit i en 1795 assolí el grau de coronel en la Guerra de les Taronges. Va combatre en la Guerra del francès, on assolí el grau de tinent general i Capità General d'Extremadura (1814-1820). Després d'ella, va exercir lleial i eficaçment diversos llocs de govern en el Virregnat de Nova Espanya i va donar suport l'absolutisme de Ferran VII, raó per la quel el va fer primer duc de Castro-Terreño en 1825.
Va exercir després, a partir de 1830, la Capitania General de Navarra i durant la Regència de Maria Cristina de Borbó-Dues Sicílies va ser prócer del regne i, amb caràcter interí,  ministre de la Guerra entre agost i setembre de 1835. Va ser des de 1837 Senador per Zamora i, des de 1845, senador vitalici.
A més va ostentar les distincions de Cavaller de l'Orde del Toisó d'Or (1832) i grans creus de l'Orde de Carles III (1795) i de l'Orde d'Isabel la Catòlica (1818), així com cavaller de la Real Confradía de Caballeros Cubicularios de Zamora.